# Antonio Arellano Durán
Antonio Arellano Durán (* 13. Juni 1927 in Colón; † 2. März 2003) war Bischof von San Carlos de Venezuela. 

## Leben
Antonio Arellano Durán empfing am 1. November 1955 die Priesterweihe. Der Papst ernannte ihn am 3. Juni 1980 zum Bischof von San Carlos de Venezuela und er wurde am 6. September desselben Jahres ins Amt eingeführt.
Der Bischof von San Cristóbal de Venezuela, Alejandro Fernández Feo-Tinoco, weihte ihn am 24. August desselben Jahres zum Bischof; Mitkonsekratoren waren José Léon Rojas Chaparro, Bischof von Trujillo, und Medardo Luis Luzardo Romero, Bischof von Ciudad Guayana.
Am 27. Dezember 2002 nahm Johannes Paul II. seinen altersbedingten Rücktritt an.